# Medioplatonizm
Medioplatonizm - starożytny nurt filozofii platońskiej, rozwijający się pomiędzy I w. p.n.e. a II w n.e. 
Kierunek charakteryzował się: 
- odzyskanie (drugiego żeglowania) tego co nie materialne niecielesne, transcendentne,
- ponowne uznanie teorii idei,
- studiowanie "Timaiosa" Platona, który to tekst stał się niejako pismem świętym,
- podjęto na nowo naukę Platona o Jednym i Diadzie, choć jedynie w tle,
- nastrój mistyczny, religijny i rozwój nauki o demonach,
- ważna problematyka etyczna - uznają za cel życia moralnego upodobnienie się człowieka do tego co boskie, transcendentne.

W medioplatonizmie można wyróżnić dwie tendencje: 
- synkretyczną - zmierzającą do wykorzystania osiągnięć różnych szkół,
- ortodoksyjną - skłaniającą się do tego by odrzucać inne nauki a trzymać się jedynie autentycznych nauk Platona.

Uważają, że bytem jest Bóg, świat niecielesny, a byt ludzki jest bardziej stawaniem się niż bytem.
Uważali, że idee są myślami Boga, łącząc dzięki tej teorii arystotelowską Myśl z platońskimi Ideami.
To co niecielesne dzielili na (najogólniej): 
- Pierwszy Bóg - Pierwszy Intelekt,
- Drugi Intelekt - Intelekt Duszy Świata,
- Dusza Świata.

Hierarchia tego co boskie - dzielono także na:
- Bóg Najwyższy,
- Bogowie Drugorzędni - to bóstwa niecielesne, niewidzialne i widzialne np. gwiazdy, a także różne moce,
- Demony - niższe od Bogów wyższe od człowieka, dla nas pośrednicy;

Demony niecielesne
Demony cielesne.
Za ostateczny cel człowieka uznawali upodobnienie się do Boga i do tego co boskie. Najwyższym dobrem jest kontemplacja najwyższego Boga. Szczęście zależy od posiadania dóbr boskich, ponieważ jedynie poprzez nie człowiek może kontemplować prawdę.
Przeciwstawiali się stoickiej apatii, twierdząc że jest nie do osiągnięcia. Twierdzili, że możliwy jest postęp na drodze ku cnocie oraz że istnieją stopnie zła.